# 小亞歷山德里夫卡 (巴甫洛赫拉德區)
48°29′6″N 35°50′16″E / 48.48500°N 35.83778°E
小亞歷山德里夫卡（烏克蘭語：Малоолександрівка），是烏克蘭中部第聶伯羅彼得羅夫斯克州巴甫洛赫拉德区的村落，處於沃夫恰河畔，海拔高度77米，2001年人口597。